# Mariusz Saniternik
Mariusz Saniternik (sinh ngày 7 tháng 12 năm 1954 tại Kraków) là một diễn viên người Ba Lan.

## Sự nghiệp
Mariusz Saniternik tốt nghiệp Học viện Nghệ thuật Sân khấu Quốc gia AST ở Kraków vào năm 1980. Ông diễn xuất trên sân khấu tại nhiều nơi như: Nhà hát Wojciech Bogusławski ở Kalisz (1981-1982), Nhà hát Stefan Jaracz ở Łódź (1982-1992), Nhà hát Juliusz Słowacki ở Kraków (1992-1995) và Nhà hát Nowy ở Łódź (1998-2003). Ngoài sự nghiệp diễn xuất trên sân khấu, ông còn góp mặt trong hàng chục bộ phim điện ảnh và phim truyền hình Ba Lan. Trong đó, ông nổi tiếng với các phim như: Pogrzeb kartofla (1990), Pograbek (1992), Grający z talerza (1995), Afonia i pszczoły (2009) và Wataha (2014).

## Thành tích nghệ thuật
Dưới đây liệt kê một số phim điện ảnh và phim truyền hình nổi bật có sự góp mặt của Mariusz Saniternik:
- Amnestia (1981) _ Julek
- Kingsajz (1987) _ Małolat
- Sławna jak Sarajewo (1987) _ Czogała
- Ucieczka z miejsc ukochanych (1987) _ Sajwaj
- Pan Samochodzik i praskie tajemnice (1988) _ Franek Gnat
- Kramarz (1990) _ Bolek
- Pogrzeb kartofla (1990) _ Pasiasia
- Pograbek (1992) _ Pograbek
- Szwadron (1992) _ Wicek
- Cudowne miejsce (1994) _ Staszko Indorek
- Grający z talerza (1995) _ Morka
- Prostytutki (1997) _ Mały Człowiek
- Małopole czyli świat (2001) _ Józef Biskup
- Na dobre i na złe (2002) _ Władysław Pitera
- Samo życie (2002–2007) _ Bronisław
- Warto kochać (2005–2006) _ Pisanko
- Kryminalni (2006) _ Łapka
- Pitbull (2008) _ Wiktor Wojdyła
- Afonia i pszczoły (2009) _ Rafał
- Komisarz Alex (2011) _ Zygmunt Karasiewicz
- Zbrodnia (2014) _ Zenon
- Wataha (2014) _ Kalita
- Trzy upadki świętego (2018) _ Pawlik
- Na bank się uda (2019) _ Makej